# スクレ (ボリビア)
スクレ（スペイン語: Sucre）はボリビア多民族国の憲法上の首都（事実上の首都はラパス）である。建設時はラプラタ（La Plata）、のちにチュキサカ / チャルカス（Chuquisaca / Charcas）と呼ばれていた。
ただし、現在ではスクレには最高裁判所があるだけで、その他の国家機関はほぼラパスに集まっている。1826年のボリビア建国から1890年まではスクレが名実ともにボリビアの首都であった。1899年にラパスを拠点とした自由党が「連邦革命」をおこし、スクレを基盤にしていた保守党政権を打倒した。そして、翌年に自由党政府は議会と政府をスクレからラパスに遷したため、スクレは憲法上ではボリビアの首都のままであったが、首都機能の大半を喪失した。
また、スクレはチュキサカ県の中心都市でもある。市域は1,820km²。人口は約28万人（2012年国勢調査）と、憲法上の首都ではあるがそれほど多くない。
ボリビア独立時の調印が行なわれた場所で、今も16世紀に建造されて以来蓄積されてきたコロニアル様式の古い町並みが残っている。白く美しい建物が多いため、「白の街」と呼ばれることもある。
伝統的な民族衣装と祭りで有名なタラブコの町へは、スクレからバスなどで行ける。

## 歴史
1538年9月29日にスペイン人コンキスタドールのフランシスコ・ピサロの指示によってペドロ・デ・アンスレス (Pedro de Anzures)が設立した。当初の名前はCiudad de la Plata de la Nueva Toledo（新トレドの銀の街の意）であった。後にこの地はチュキサカまたはチャルカス(Charcas)と呼ばれるようになった。（チュキサカは現在はスクレ市を中心とする県の名前になっている。）
19世紀にボリビア独立戦争が活発になると、この地はその中心地となった。1809年5月25日に起きた「チュキサカ革命」は、アメリカ州の独立運動の起爆剤であったと言われる。
1825年8月6日にボリビア独立の調印がここで行なわれた後、1839年にボリビア独立の父にして初代大統領であるアントニオ・ホセ・デ・スクレにちなんで「スクレ」と改名された。

## 気候
| スクレの気候             | スクレの気候 | スクレの気候 | スクレの気候 | スクレの気候 | スクレの気候 | スクレの気候 | スクレの気候 | スクレの気候 | スクレの気候 | スクレの気候 | スクレの気候 | スクレの気候 | スクレの気候 |
| 月                       | 1月          | 2月          | 3月          | 4月          | 5月          | 6月          | 7月          | 8月          | 9月          | 10月         | 11月         | 12月         | 年           |
| ------------------------ | ------------ | ------------ | ------------ | ------------ | ------------ | ------------ | ------------ | ------------ | ------------ | ------------ | ------------ | ------------ | ------------ |
| 最高気温記録 °C （°F）   | 32.8 (91)    | 32.2 (90)    | 31.1 (88)    | 31.1 (88)    | 32.8 (91)    | 32.8 (91)    | 30.0 (86)    | 27.8 (82)    | 31.1 (88)    | 32.2 (90)    | 33.9 (93)    | 28.9 (84)    | 33.9 (93)    |
| 平均最高気温 °C （°F）   | 19.5 (67.1)  | 19.0 (66.2)  | 19.4 (66.9)  | 19.3 (66.7)  | 19.6 (67.3)  | 19.1 (66.4)  | 19.4 (66.9)  | 19.9 (67.8)  | 20.6 (69.1)  | 20.8 (69.4)  | 21.2 (70.2)  | 20.0 (68)    | 19.8 (67.6)  |
| 日平均気温 °C （°F）     | 16.2 (61.2)  | 15.7 (60.3)  | 15.8 (60.4)  | 15.5 (59.9)  | 14.9 (58.8)  | 13.8 (56.8)  | 13.9 (57)    | 14.9 (58.8)  | 16.2 (61.2)  | 16.9 (62.4)  | 17.3 (63.1)  | 16.7 (62.1)  | 15.6 (60.1)  |
| 平均最低気温 °C （°F）   | 12.8 (55)    | 12.3 (54.1)  | 12.2 (54)    | 11.6 (52.9)  | 10.2 (50.4)  | 8.5 (47.3)   | 8.3 (46.9)   | 9.9 (49.8)   | 11.2 (52.2)  | 12.4 (54.3)  | 12.8 (55)    | 12.9 (55.2)  | 11.3 (52.3)  |
| 最低気温記録 °C （°F）   | 4.4 (39.9)   | 5.0 (41)     | 3.3 (37.9)   | 1.7 (35.1)   | −3.9 (25)    | −2.8 (27)    | −4.4 (24.1)  | −2.2 (28)    | −1.7 (28.9)  | −3.3 (26.1)  | −3.3 (26.1)  | −1.1 (30)    | −4.4 (24.1)  |
| 降水量 mm （inch）       | 150 (5.91)   | 126 (4.96)   | 108 (4.25)   | 46 (1.81)    | 10 (0.39)    | 4 (0.16)     | 2 (0.08)     | 14 (0.55)    | 23 (0.91)    | 56 (2.2)     | 72 (2.83)    | 124 (4.88)   | 735 (28.94)  |
| 平均降水日数 （≥1.0 mm） | 15           | 13           | 12           | 5            | 1            | 1            | 0            | 1            | 4            | 8            | 10           | 12           | 82           |
| % 湿度                   | 67           | 70           | 68           | 62           | 46           | 43           | 39           | 44           | 46           | 47           | 52           | 60           | 54           |
| 出典：ドイツ気象局       |              |              |              |              |              |              |              |              |              |              |              |              |              |

## 世界遺産
1991年、その町並みの美しさからユネスコによって世界遺産（文化遺産）に登録された。

### 登録基準
この世界遺産は世界遺産登録基準のうち、以下の条件を満たし、登録された（以下の基準は世界遺産センター公表の登録基準からの翻訳、引用である）。
- (4) 人類の歴史上重要な時代を例証する建築様式、建築物群、技術の集積または景観の優れた例。

## スクレの化石

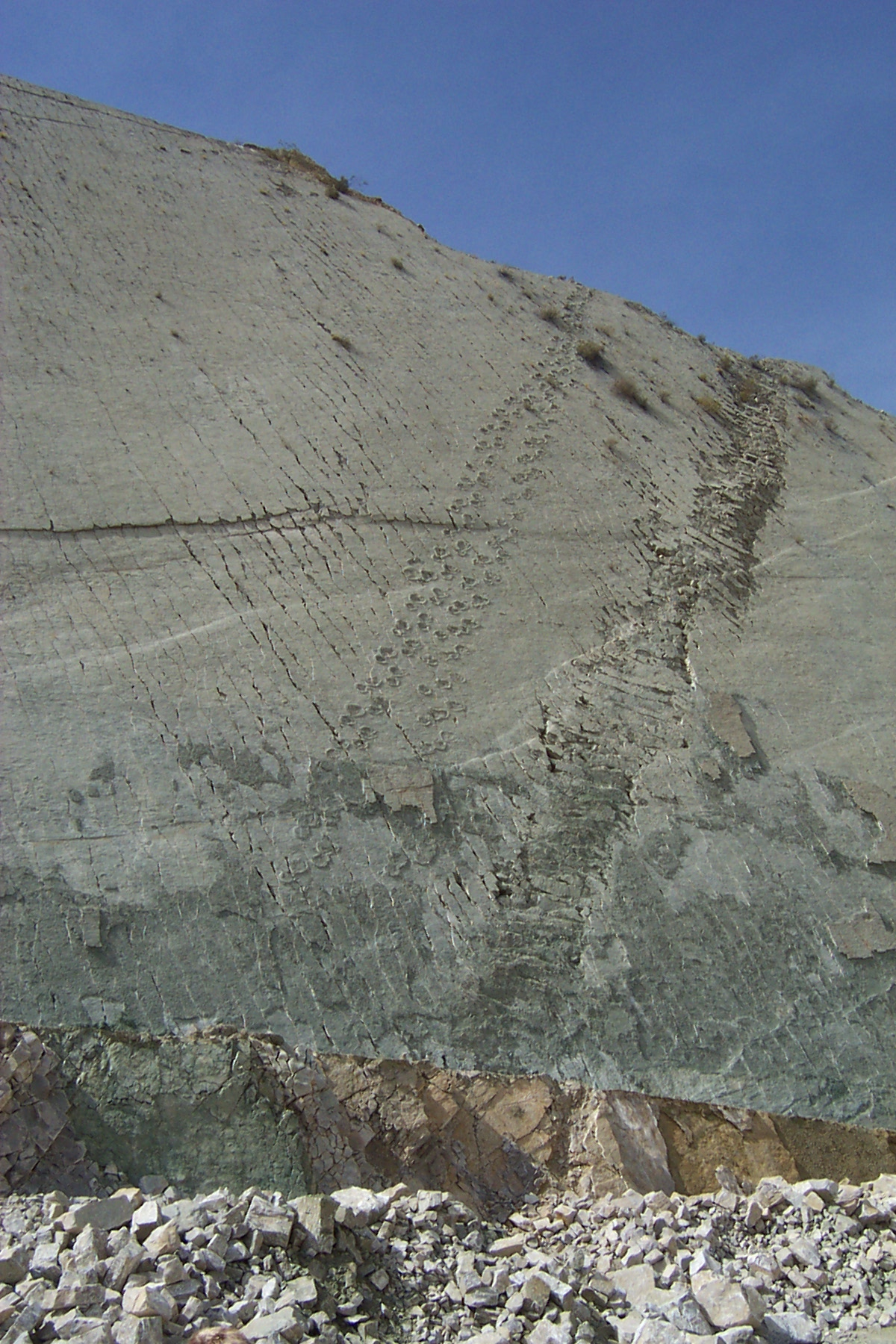
スクレの化石

1996年、フランスのセメント会社が工場を造ろうとしたところ、恐竜の足跡の化石が発見された。後の調査で、獣脚類や竜脚類のものとわかった。1mもある足跡も多数発見され、足跡の化石群としては世界最大といわれている。
スクレの新しい観光名所として注目されているが、保存のための資金が無く、またセメント会社が開発を続行しようとしていることから、近年中に消失してしまうのではないかと懸念されている。